# Diatraea tabernella
Diatraea tabernella là một loài bướm đêm trong họ Crambidae.